# Olof Arvidsson (Rosenbielke)
Olof Arvidsson (Rosenbielke), född i Danmark, död 1600, var en svensk fogde.

## Biografi
Olof Arvidsson (Rosenbielke) föddes i Danmark. Han var son till frälsmannen Arvid Elofsson (Rosenbielke) och Anna Bengtsdotter. Olof Arvidsson fick 30 juli 1576 renovation på adelskapet av kung Johan III och var från 1580 till 1584 fogde på Kalmar slott. År 1586 tas han upp i registtret över Sveriges adel och bevistad riksdagen 1590 i Stockholm. Han var från 1591 till 1594 fogde i Kronobergs län, samt 1597. Olof Arvidsson avled 1600.

### Egendom
Olof Arvidsson ägde Dannäs i Dannäs socken, som han ägde tillsammans med brodern Jöns Arvidsson (Rosenbielke), fram till 1588, därefter ensam ägare.

### Familj
Olof Arvidsson var gift med Iliana Håkansdotter (Båt av Billa), dotter av Håkan Mattsson (Båt av Billa) och Ingrid Nilsdotter (Halvhjort av Älmtaryd). De fick tillsammans dottern Anna Olofsdotter (Rosenbielke) som var gift med kaptenen Erik Hansson Kyle.